# Hector Dion
Hector Dion (30. November 1880 oder 1881 in Boston, Massachusetts, USA – 1942 oder 1943 in Massachusetts) war ein US-amerikanischer Theater- und Stummfilmschauspieler, Regisseur und Drehbuchautor.

## Leben
Nach einer Bühnenkarriere begann seine Filmkarriere ca. 1907 bei Vitagraph. 1912 arbeitete er für American Biograph.
1914 hielt er sich eine Zeitlang in England für Turner Films auf, für diese war er Regisseur und Schauspieler. Zu drei dieser Filme schrieb er auch die Drehbücher, nämlich The Shepherd Lassie of Argyle, Polly’s Progress und Shopgirls: or, The Great Question. 1915 und 1916 trat er in einer Reihe von Filmen für Thanhouser auf; 1918 war er bei Mutual in Los Angeles beschäftigt.

## Filmografie
- 1907: The Mill Girl
- 1907: The Gipsy's Warning
- 1908: Francesca di Rimini; or, The Two Brothers
- 1908: Othello
- 1908: Romeo and Juliet (Vitagraph, Regie: J. Stuart Blackton)[6]
- 1910: Francesca da Rimini (als Hector Dean)
- 1912: Just Like a Woman
- 1912: A Lodging for the Night
- 1912: A Man’s Duty
- 1912: Love Me, Love My Dog
- 1912: The True Love
- 1912: The Wood Nymph
- 1912: Phillip Steele
- 1912: A Man Among Men
- 1912: One Against One
- 1912: North of Fifty-Three
- 1912: For Love of Her
- 1912: The Geranium
- 1912: Brothers Under the Skin
- 1912: Guy Mannering
- 1912: The Peddler’s Find
- 1912: Father
- 1912: Joe’s Reward
- 1913: A Father's Lesson
- 1913: Drink’s Lure
- 1913: The Wrong Bottle
- 1913: The Beaten Path
- 1913: The Crook and the Girl
- 1913: A Tender-Hearted Crook
- 1913: The Stopped Clock
- 1913: No Place for Father
- 1913: His Inspiration
- 1914: Forgiven; Or, The Jack of Diamonds
- 1914: The Doctor’s Testimony
- 1914: The $5,000,000 Counterfeiting Plot
- 1914: The Shepherd Lassie of Argyle
- 1914: Polly’s Progress
- 1914: Shopgirls: or, The Great Question
- 1915: The Crogmere Ruby (als „Sherlock Holmes“, Kurzfilm, Thanhouser Film Corporation, Regie: Ernest C. Warde)[7]
- 1915: The Crimson Sabre (als „Sherlock Holmes“, Kurzfilm, Thanhouser, Regie: Ernest C. Warde)[7]
- 1915: Their Last Performance
- 1916: Silas Marner
- 1916: The Fifth Ace
- 1916: The Girl from Chicago
- 1916: When She Played Broadway
- 1916: The Fugitive
- 1916: Saint, Devil and Woman
- 1916: The Return of Draw Egan
- 1916: King Lear / A Pathé Gold Rooster play (Kurzfilm: 36 Min., Thanhouser, Regie: Ernest Warde)[8]
- 1917: Fighting Mad
- 1918: The Wolf and His Mate
- 1918: Painted Lips
- 1918: One More American
- 1919: Ravished Armenia
- 1920: The Lost City
- 1920: The Jungle Princess
- 1921: Judge Her Not
- 1923: The Courtship of Myles Standish